# Nguyễn Hải Huy
Nguyễn Hải Huy (sinh ngày 18 tháng 6 năm 1991) là một cầu thủ bóng đá chuyên nghiệp người Việt Nam hiện đang chơi ở vị trí tiền vệ cho câu lạc bộ Becamex Bình Dương và đội tuyển quốc gia Việt Nam.
Hải Huy bắt đầu sự nghiệp tại đội bóng quê hương Than Quảng Ninh. Sau 14 mùa giải, anh cùng câu lạc bộ giành được 1 cúp quốc gia và 1 siêu cúp quốc gia.

## Sự nghiệp
Trưởng thành từ lò đào tạo trẻ của Than Quảng Ninh, Hải Huy là một trong những nhân tố quan trọng giúp đội bóng "đất Mỏ" thăng hạng lên chơi tại V.League 2014. Ở tuổi 23, anh để lại dấu ấn mạnh mẽ với 7 bàn thắng tại V.League 2014. Những mùa giải tiếp theo, Hải Huy tiếp tục chứng minh được năng lực với rất nhiều đường kiến tạo cũng những pha lập công đẹp mắt.
Ngày 6 tháng 6 năm 2020, trong trận đấu Quảng Ninh tiếp Hồng Lĩnh Hà Tĩnh tại vòng 3, Hải Huy đã bị gãy xương ống đồng sau một pha va chạm với cầu thủ đội khách. Chấn thương nặng khiến anh phải nghỉ cả mùa giải và chỉ có thể trở lại tại V.League 2021.

## Danh hiệu

### Câu lạc bộ
Đội trẻ Quảng Ninh
- Giải bóng đá thiếu niên toàn quốc: 2004
- Giải bóng đá vô địch U-15 quốc gia: 2006
- Huy chương đồng Giải bóng đá vô địch U-17 quốc gia: 2008
- Giải bóng đá vô địch U-19 quốc gia: 2010
- Huy chương đồng Giải bóng đá vô địch U-21 quốc gia: 2012

Than Quảng Ninh
- V.League 2:  2010, 2013
- Cúp quốc gia:  2016
- Siêu cúp quốc gia:  2016

Hải Phòng
- V.League 1:  2022